# Монтисело (Илиноис)
Монтисело (енгл. Monticello) град је у америчкој савезној држави Илиноис. По попису становништва из 2010. у њему је живело 5.548 становника.

## Демографија
Према попису становништва из 2010. у граду је живело 5.548 становника, што је 410 (8,0%) становника више него 2000. године.
| Група             | 2000.         | 2010.         |
| Белци             | 5.054 (98,4%) | 5.379 (97,0%) |
| Афроамериканци    | 4 (0,1%)      | 28 (0,5%)     |
| Азијати           | 7 (0,1%)      | 31 (0,6%)     |
| Хиспаноамериканци | 41 (0,8%)     | 50 (0,9%)     |
| Укупно            | 5.138         | 5.548         |